# Nîșce, Zboriv
Nîșce (în ucraineană Нище) este un sat în comuna Vovcikivți din raionul Zboriv, regiunea Ternopil, Ucraina.

## Demografie
Componența lingvistică a localității Nîșce
     Ucraineană (99,5%)
     Alte limbi (0,5%)
Conform recensământului din 2001, majoritatea populației localității Nîșce era vorbitoare de ucraineană (99,5%), existând în minoritate și vorbitori de alte limbi.